# Nahawand
Nahawand (perski: نهاوند) – miasto w Iranie, w ostanie Hamadan. W 2006 roku miasto liczyło 72 218 mieszkańców w 19 419 rodzinach.